# The Grand Leveller
The Grand Leveller è il secondo album in studio del gruppo musicale Benediction, pubblicato nel 1991 dalla Nuclear Blast.

## Tracce
1. Vision in the Shroud - 4:21
2. Graveworm - 4:33
3. Jumping at Shadows - 6:04
4. Opulence of the Absolute - 4:09
5. Child of Sin - 4:41
6. Undirected Aggression - 4:34
7. Born in a Fever - 4:25
8. The Grand Leveller - 5:11
9. Senile Dementia (bonus track) - 2:46
10. Return to the Eve (bonus track, cover dei Celtic Frost) - 3:52

## Formazione
- Dave Ingram - voce
- Paul Adams - basso
- Peter Rew - chitarra
- Darren Brookes - chitarra
- Ian Treacy - batteria